# Helmut Scholz (político)
Helmut Scholz é um político alemão que atua como membro da esquerda (Alemanha) no Parlamento Europeu.